# Лазар Лазаров (художник, 1941)
Вижте пояснителната страница за други личности с името Лазар Лазаров.
Лазар Ненков Лазаров е самоук български художник, роден през 1941 г. в Карлово.

## Творчество
Творбите му наброяват повече от 10 000. Твори в областите на плаката, живописта, графиката, малката пластика. Владее технологиите на маслото, температа, акварела, гваша, туша. Прилага различни и смесени техники. Създава собствена технология при работа с масло върху картон и хартиени основи. Творбите му могат да се определят в няколко различни жанра – фигурална композиция, портрет, пейзаж, плакат, голяма част от които се определят като футуризъм. Осем самостоятелни изложби представят творбите на Лазар Лазаров.

## Галерия
- На изложба през 1991 г.
- На изложба през 1991 г.
- На изложба през 1991 г.
- Плаката на изложбата – Общинска Художествена Галерия – Карлово (2019)
- Картини от изложбата (Общинска Художествена Галерия – Карлово (2019))
- Картини от изложбата (Общинска Художествена Галерия – Карлово (2019))
- Картини от изложбата (Общинска Художествена Галерия – Карлово (2019))
- Картини от изложбата (Общинска Художествена Галерия – Карлово (2019))
- Картини от изложбата (Общинска Художествена Галерия – Карлово (2019))
- Картини от изложбата (Общинска Художествена Галерия – Карлово (2019))
- Картини от изложбата (Общинска Художествена Галерия – Карлово (2019))